# Démons et Manants
Démons et Manants (Beasts and Bumpkins en version originale) est un jeu vidéo de stratégie en temps réel développé par Worldweaver Productions et publié par Electronic Arts sur PC en 1997. Le jeu se déroule dans un univers médiéval-fantastique dans lequel le joueur incarne un prince luttant contre un noir seigneur ayant provoqué son exil. Son système de jeu est dans la lignée de celui de Warcraft II et comme dans ce dernier, le joueur doit ainsi gérer ses ressources, développer son village et créer une armée pour combattre ses ennemis. Il se distingue néanmoins de son modèle en mettant l'accent sur le développement d’un village et la gestion de ses habitants et des ressources et par quelques innovations comme la prise en compte de l'âge des habitants, des cycles jour-nuit et la possibilité de former les paysans pour qu’ils deviennent ingénieur, guerrier ou magicien. À sa sortie, le jeu fait l'objet de critiques mitigées dans la presse spécialisée qui déplore notamment son interface peu pratique, la lenteur et le manque d'action de certaines missions et l'absence d'un mode multijoueur ou encore d'un éditeur de scénario, deux fonctionnalités qui avaient initialement été annoncées comme présentes dans le jeu lors des premières communications de l'éditeur.

## Trame
Le jeu se déroule dans un royaume médiéval fictif appelé Lokyadore. Le joueur incarne un jeune prince dépossédé de ses terres par le roi du fait de rumeurs propagées par un seigneur maléfique. Après la mort du roi, le prince décide de revenir dans le royaume pour reconquérir ses terres et laver sa réputation en affrontant le seigneur à l'origine de son exil,.

## Système de jeu
Démons et Manants est un jeu de stratégie en temps réel dans la lignée de Warcraft II. Comme dans celui-ci, le joueur doit ainsi gérer ses ressources, développer son village et créer une armée pour combattre ses ennemis. Démons et Manants se distingue néanmoins de son modèle en mettant l'accent sur le développement d’un village et la gestion de ses habitants et des ressources. La population du village est composée d’hommes et de femmes qui traversent quatre périodes de vie au cours de la partie : l’enfance, l’âge adulte, la vieillesse et la mort. Le joueur peut assigner des tâches aux habitants à l’âge adulte, en fonction de leur sexe. Les femmes peuvent ainsi être chargées de s’occuper des enfants, des vaches ou poulets et assigner les hommes alors que les hommes peuvent construire des bâtiments ou être recruté comme soldat ou comme prêtre. À partir d’un certain âge, les habitants ne peuvent plus travailler, mais le joueur doit néanmoins continuer de les nourrir et de s’en occuper. Pour accroitre sa population, le joueur doit en effet loger et nourrir sa population, gérer leur moral, les soigner et les protéger contre d’éventuelles attaques de bêtes sauvages. Pour cela, il doit construire des habitations, les chaumières, et les différents bâtiments nécessaires à la production ou à la transformation de la nourriture, comme l’enclos pour les vaches, le poulailler, la laiterie ou la boulangerie. Ces bâtiments fournissent des denrées alimentaires, comme le pain, le lait, le cidre ou les œufs dont le joueur peut définir le prix de vente afin de s’enrichir. Outre ces aspects, le joueur doit également prendre en contre les cycles jour-nuit, les saisons et les évènements imprévus, comme les épidémies, les malédictions ou les vagues de crimes. Il doit également gérer le comportement de ses paysans qu’il peut punir en cas de crime ou de délit, comme les vols ou les injures. 
Démons et Manants ne se limite cependant pas uniquement à l’aspect gestion. Pour vaincre ses ennemis, le joueur doit en effet lever une armée en enrôlant des hommes, qui ne peuvent alors ni se reproduire, ni travailler. Pour cela, il doit les envoyer dans des bâtiments spécifiques qui lui permettent de former des fantassins, des cavaliers ou encore des magiciens, qui disposent de sortilèges. Avec ces troupes, le joueur peut explorer la carte, qui se dévoile au fur et à mesure de l’avancée des unités. Il peut ainsi trouver des champignons, des armes magiques, de l’or ou des coupes. Les champignons peuvent être mangés par les soldats avec des effets bénéfiques ou négatifs. Il peut également être confrontés à des bêtes sauvages ou à des monstres, dont des loups, des zombis, des abeilles géantes ou des ogres-mages.
Démons et Manants se joue uniquement en solo. La campagne du jeu est composé d'une trentaine de missions proposant différents objectifs comme faire prospérer un village, retrouver un objet, défendre un château ou raser un ou plusieurs villages ennemis. 

## Développement et publication
Démons et Manants est développé par Worldweaver Productions et publié par Electronic Arts sur PC en 1997. 
Il est réédité dans la collection EA Classics en 1998.

## Accueil
| Démons et manants |      |       |
| Média             | Nat. | Notes |
| Gen4              | FR   | 3/6   |
| Joystick          | FR   | 73 %  |
| PC Gamer UK       | GB   | 76 %  |
| PC Jeux           | FR   | 70 %  |
| PC Zone           | GB   | 79 %  |

À sa sortie, Démons et Manants fait l’objet d’une critique plutôt mitigée de Luc-Santiago Rodriguez dans le magazine Gen4 qui juge que son mélange de gestion et de stratégie est « classique » et « ressemble furieusement » à Warcraft II, mais qu’il est « bien exploité » et qu’il propose quelques innovations intéressantes, comme la prise en compte de l’âge des habitants, des cycles jour-nuit et des saisons et la possibilité de former les paysans pour qu’ils deviennent ingénieur, guerrier ou magicien. Il note en revanche que si sa « gestion des combats [est] très classique », elle est plutôt mal faite et est loin d’être aussi parfaite et complexe que celle de Warcraft II, notamment par manque de raccourcis clavier. Sur le plan technique, il salue ses graphismes « mignons », ses doublages « marrants » et sa jouabilité « agréable » mais déplore son interface « peu pratique », des ralentissements lors des passages du jour à la nuit et l’absence de mode multijoueur. Il conclut néanmoins que malgré quelques problèmes sur la forme, le jeu est « drôle », « intéressant » et « stimulant » et qu’il mérite donc un coup d’œil. La critique du magazine Joystick n’est pas plus enthousiaste et déplore notamment la lenteur, le « manque d’action » et le « peu d’intérêt » des missions de tutoriel, dont il estime que la durée est « rallongée artificiellement ». S’il ajoute que les missions suivantes vont plus vite et sont plus stratégique, il juge incompréhensible les artifices utilisés pour rallonger la durée de vie des niveaux de la part des développeurs. Sur le plan technique, il juge ses graphismes en SVGA « grossiers » et ses effets sonores « répétitifs » malgré leur côté humoristique. Il note en revanche que ses scènes cinématiques sont « magnifiques » et « d’une qualité remarquable » avant de conclure que Démons et Manants convient plus aux débutants qu’aux amateurs de ses modèles que son Warcraft II et SimCity.

## Menu de triche
Une menu de triche permettant d'obtenir de l'or en quantité illimitée, tous les bâtiments ou encore d'éditer la carte et le script du scénario en cours, est accessible en modifiant l'executable d'origine et en appuyant sur la touche F11 pendant la partie

.